# Stambali

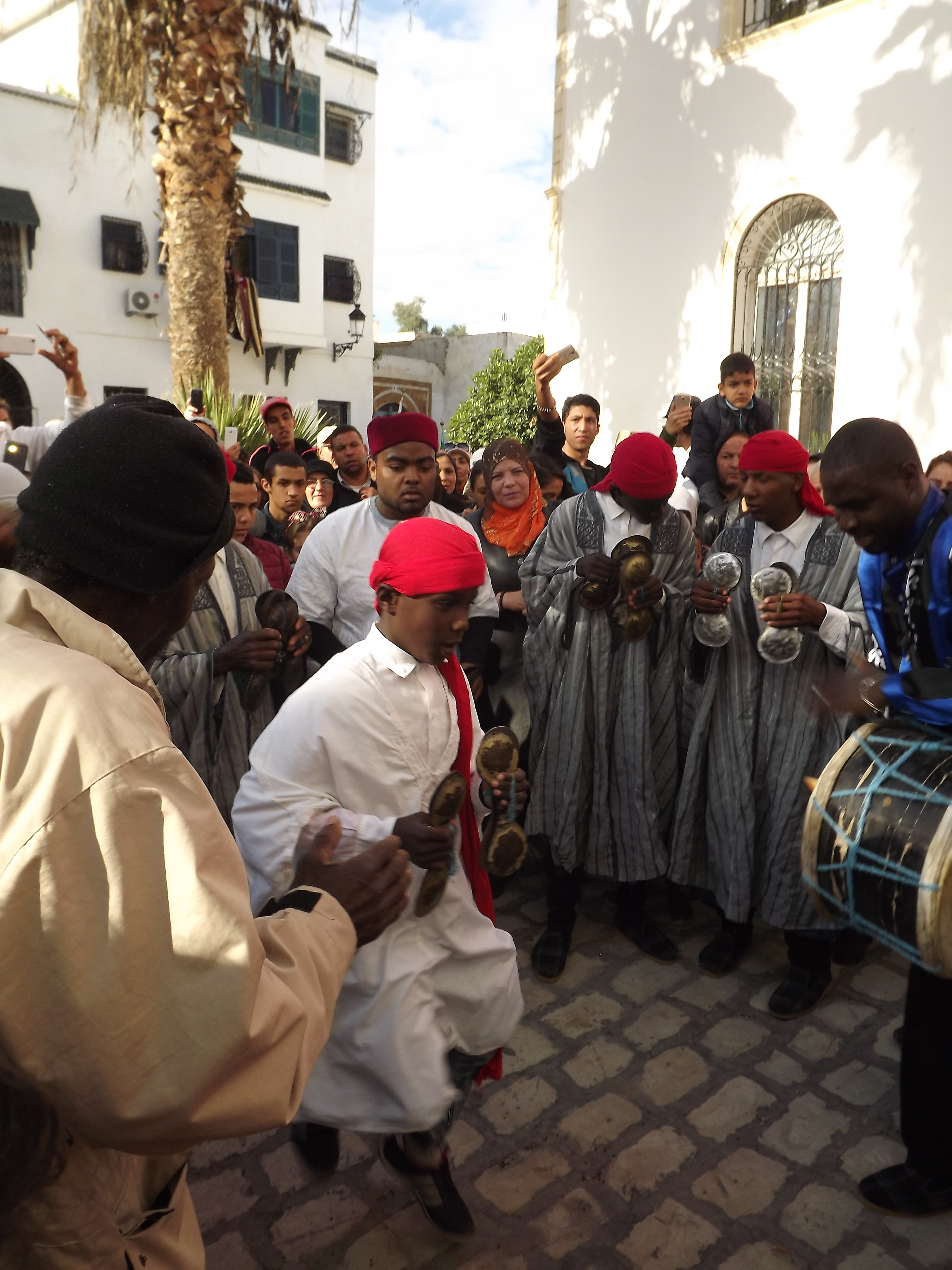
Démonstration publique lors d'une kharja pour le Mouled 2016.

Le stambali ou stambeli est à la fois un genre musical et un rite de possession musico-thérapeutique implanté dans certaines régions de Tunisie par des esclaves venues d'Afrique subsaharienne.
Il mêle musique, danses et chants durant lequel certains participants entrent en transe et incarnent des entités surnaturelles. Le terme désigne plus généralement la série de pratiques, dont le stambali constitue la dernière étape, à vocation curative ou de conjuration du mauvais œil. Il regroupe des éléments d'origine africaine et maghrébine.
Sadok Rezgui décrit ce rite comme une « sorte de fête à laquelle se livrent des noirs tunisiens et où se mêlent danse et sons instrumentaux à un rythme effréné ». Certaines hypothèses le rapprochent du vaudou haïtien ou du candomblé brésilien.
Un phénomène similaire est connu au Maroc (gnaouas), en Algérie (diwan ou gnaoui algérien), en Libye (makeli), en Égypte et ailleurs au Moyen-Orient (zār).

## Origines

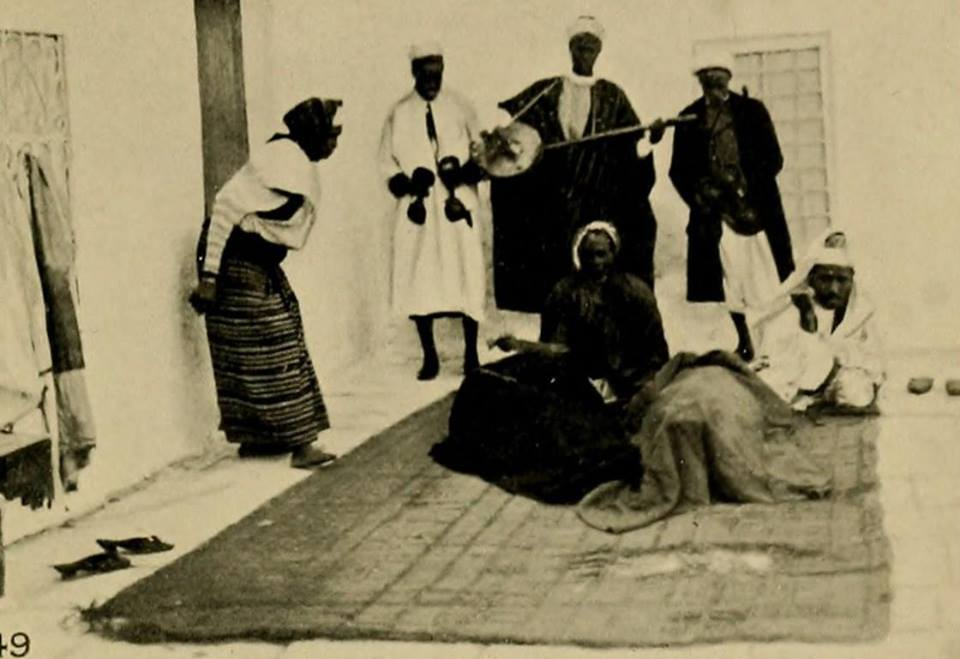
Photo ancienne montrant une cérémonie de stambali.

Si le sens et l'origine du mot stambali ne sont pas clairs, il est établi que ce rite a vu le jour parmi les populations originaires d'Afrique subsaharienne transférées vers la Tunisie dans le cadre de l'esclavage. Fondé sur le culte bori pratiqué par les Haoussas, il en garde la pratique de la possession rituelle et la divination médiumnique qui lui est associée. Dans une démarche syncrétiste d'intégration dans la société tunisienne, il a assimilé des croyances et pratiques musulmanes comme le culte populaire des saints pratiqué dans l'ensemble du Maghreb, ce qui a conduit à la constitution d'un panthéon composé d'esprits africains et de saints musulmans.
Les adeptes du stambali, parfois appelés « bilaliens », considèrent aussi Sidi Bilal, esclave noir affranchi par Abou Bakr et premier muezzin de l'islam, comme le fondateur de leur confrérie, un mythe destiné à légitimer leur présence au sein d'une société dominée par l'islam.

## Déroulement

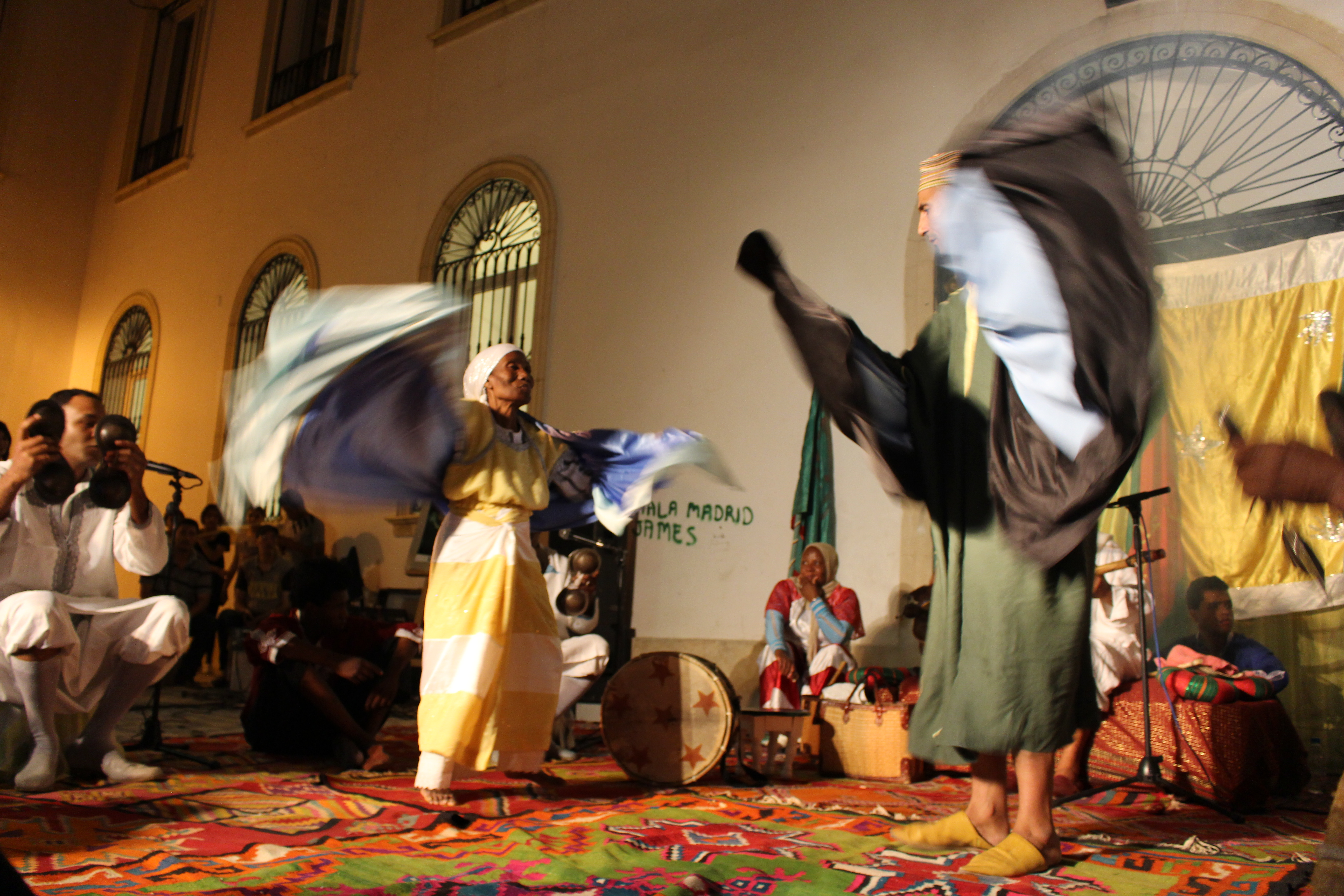
Exemple d'une cérémonie publique.

Dans le premier cycle du stambali, de futurs adeptes sont identifiés lors de rituels publics appelés tesmih. Leur initiation a lieu durant le deuxième cycle, à travers des rituels privés à caractère thérapeutique : la arifa (voyante et prêtresse) est alors consultée pour révéler l'origine surnaturelle du mal touchant le patient.
Le dernier cycle, celui du stambali lui-même, permet aux adeptes de célébrer leurs rites dans les sanctuaires de leurs saints. La cérémonie (lila) est animée par des musiciens guérisseurs comptant une ou plusieurs arifa, un mâalem (maître de cérémonie) jouant du guembri — à certains moments du tabl (tambour) — et plusieurs joueurs de chkacheks ou qraqeb,. L'initiation au statut de mâalem, qui ne se fait que par succession, comporte l'apprentissage musical, la maîtrise du guembri et des rites sacrificiels. La arifa, dont le rang est le plus haut rang parmi les initiés et l'équivalent de celui du mâalem, est considérée comme celle qui a le pouvoir de communiquer avec les melaks (esprits).

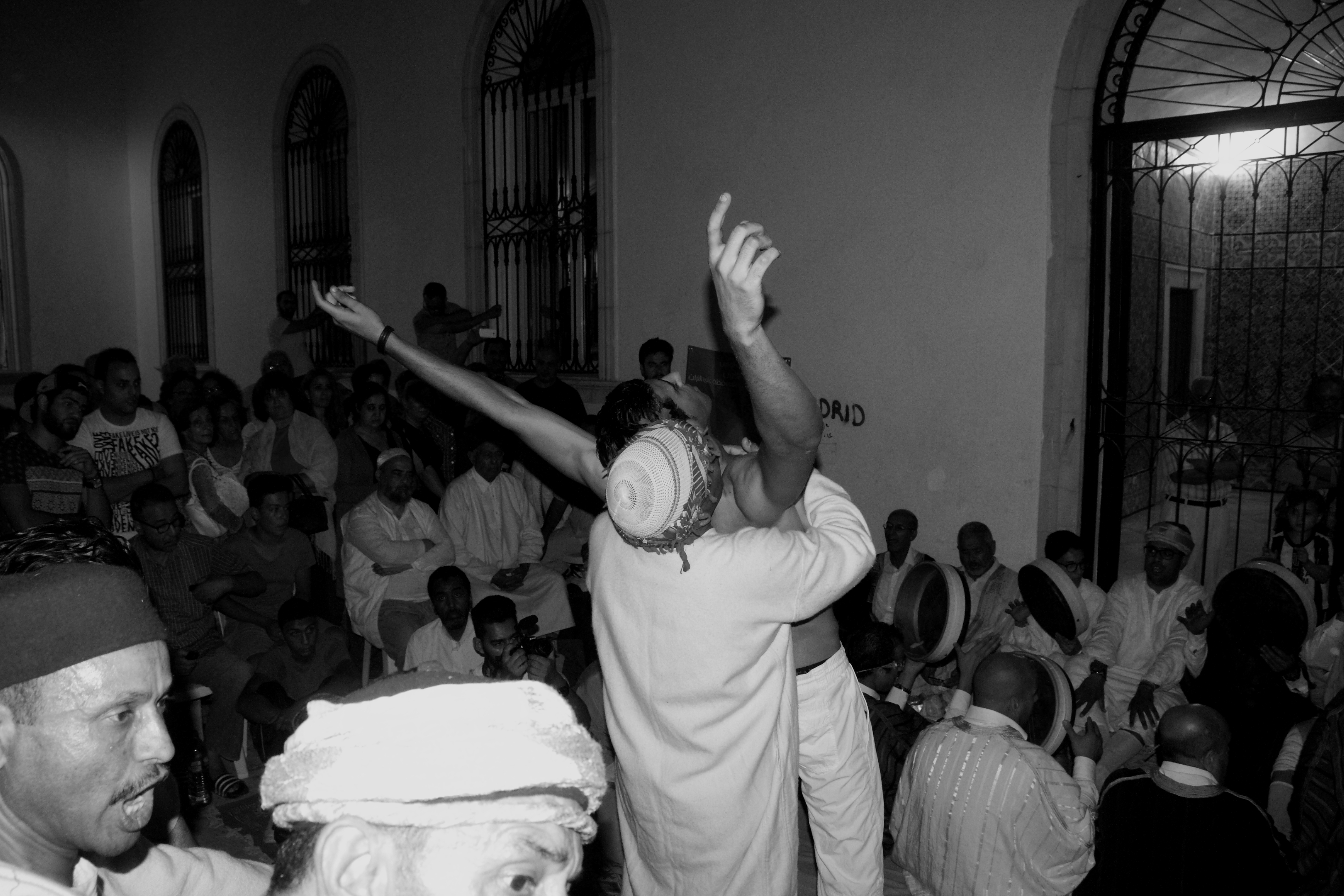
Homme en transe lors d'une cérémonie.

L'invocation des melaks s'effectue par des chants — interprétés par le mâalem et repris par la troupe — et des noubas jouées dans un ordre précis et correspondant à chacun d'entre eux : « esprits blancs » (saints de l'islam populaire dont Sidi Abdelkader, Sidi Mansour, Sidi Ameur, Sidi Saad et Sidi Frej), « esprits bleus » (Yarima et son frère Sarki N'Gari) et « esprits noirs » (Sidi Marzoug et Baba Kouri). Les adeptes ne pouvant être possédés que par un melak, supposé être à l'origine de leur mal, leur entrée en transe permet au mâalem de confirmer quel esprit est « descendu » pour les guérir. Les sept familles d'esprits étant identifiées par une couleur, l'adepte se couvre d'un tissu de la couleur correspondante en entrant en transe. Le mausolée Sidi Ali Lasmar de Bab Jedid, à Tunis, est l'un des derniers lieux où ce rite est pratiqué, Dar Barnou constituant le siège de l'une des dernières confréries stambalies du pays.

Mustapha Chelbi présente une cérémonie de la façon suivante : 
« Le stambali se déroule dans une ambiance tendue, à tel point que la grosse femme qui avait tout à l'heure de la peine à bouger, à marcher, se trouve curieusement légère lorsqu'elle est prise par le besoin de danser. Elle se couvre le visage avec un grand foulard et se bascule en avant et en arrière jusqu'à perdre connaissance. Une autre la remplace et c'est la contagion, l'orchestre joue encore plus fort et ne s'arrête que lorsqu'une aïeule se présente et danse jusqu'à s'évanouir aux grands cris de la famille... On lui met une clé dans la main... Elle retrouve ses esprits, on l'embrasse, car elle a vécu quelque chose d'essentiel et tout redevient calme. »

### Filmographie
- Stambali, film documentaire de Nawfel Saheb-Ettaba, 1999
- Le Spleen du yenna, film de Matthieu Hagene, Par les chemins Productions, Paris, 2011 (en ligne)
- El Ziara, la lune noire, film de Nawfel Saheb-Ettaba, 2014

### Musique
- Pèlerinage à Sidi Ali El Mekki par la troupe Sidi Ali Lasmar, Shouka, Paris, 2013 (présentation)
- Stambeli, l'héritage des Noirs de Tunisie avec Salah el-Ouergli, Par les chemins Productions, Paris, 2011 (présentation)